# Медіа
У комунікації ме́діа або ме́дія  (англ. media, від лат. medium — посередник) — засоби передавання, зберігання та відтворення інформації, призначені для її донесення крізь просторові, часові чи інші перепони. В широкому розумінні будь-яка знакова система, зафіксована в певній формі, є медіа, наприклад, усна мова, зображення чи друкований текст. Проте зазвичай під медіа розуміються технічні засоби та канали комунікації, такі як радіо, телебачення, інтернет, поширення знімних носіїв інформації, що формують особливе середовище комунікації. Електронні медіа, що послуговуються комп'ютерними та мережними технологіями, виділяють у «нові медіа».

## Характеристики медіа
Термін «медіа» буквально означає «посередник», вказуючи на функцію сполучної ланки посередині між отримувачем інформації та її надсилачем. Проте в сучасній філософії комунікації «медіа» розглядається не стільки як проміжна ланка в комунікації, скільки сукупність засобів і передавання, і зберігання та відтворення інформації. Як утворене ними середовище існування людини, штучний простір комунікації, де відбувається міжособистісний обмін інформацією. В міру розвитку, медіа надають нові форми тексту, нові форми репрезентації світу; зумовлюють нові взаємини між суб'єктами спілкування та технологіями; спонукають до появи інших форм ідентичності, побудови спільнот; розробки концепцій взаємодій людини, технології та природи; складають підґрунтя наступних способів організації та виробництва.
Уперше над потребою вивчати й розуміти медіа з огляду їх впливу на культуру, психіку та фізіологію задумався канадський учений Маршалл Маклуен («Розуміння медіа: Зовнішні розширення людини»,1964). Ним медіа розглядалися не лише як засоби та канали передачі інформації, а в ширшому значенні — як посередник між людиною-суб'єктом і певним об'єктом сприйняття або іншої діяльності. Маклуен запропонував думку, що медіа — це певне розширення властивостей людини: як одяг — розширення шкіри, так, наприклад, телебачення — розширення зору, а динаміки — розширення слуху. Медіа розширює властивості людини, водночас виникає проблема правильного й ефективного їх використання. Закономірності впливу розвитку медіа на людину було сформульовано в концепції медіа-тетради Маклуена. Зокрема, Маклуеном зазначалося, що розширення з допомогою медіа одного органу чуття призводить до ослаблення іншого. Сам термін «медіа» вживався Маклуеном у значенні форм комунікації в 1950-і, а в 1960-і його перейняли інші дослідники і термін поширився в Північній Америці та Об'єднаному королівстві.
Гарольд Інніс більше уваги приділяв соціальним та економічним впливам медіа. Він розробляв теорію появи нових медіа, що з'являються на периферії культури спершу як непопулярні, навіть маргінальні засоби комунікації, завойовуючи простір і поширюючи спосіб життя, переконання групи, в якій виникли. Засоби фіксації інформації, як описував Інніс, впливають на стабільність суспільства: частина їх повинна бути незмінною, а частина мінливою, щоб відповідно зберігати базис суспільства і не допускати в той же час його застою. Особи чи спільноти, що контролюють вузлові точки шляхів передачі інформації, отримують владу та можуть монополізувати знання, визначаючи обсяг допустимих дій для підлеглих. У той же час якщо одні медіа стикаються з обмеженнями (як політичними, так і технічними), це спонукає до розвитку інших медіа, що можуть ці обмеження подолати.
Кожен пізніший вид медіа досконаліший за раніші в плані обсягів трансльованої інформації, виразності, реалістичності зображуваного, ефективності комунікації. Новіші медіа послуговуються практиками старих, але в масштабнішій, ефективнішій формі (див. глобальне село, неотрайбалізм).
В Законі України «Про медіа» (2022) це поняття є синонімом «засіб масової інформації» і визначається як засіб поширення масової інформації у будь-якій формі, який періодично чи регулярно виходить у світ під редакційним контролем та постійною назвою як індивідуалізуючою ознакою.

## Різновиди медіа

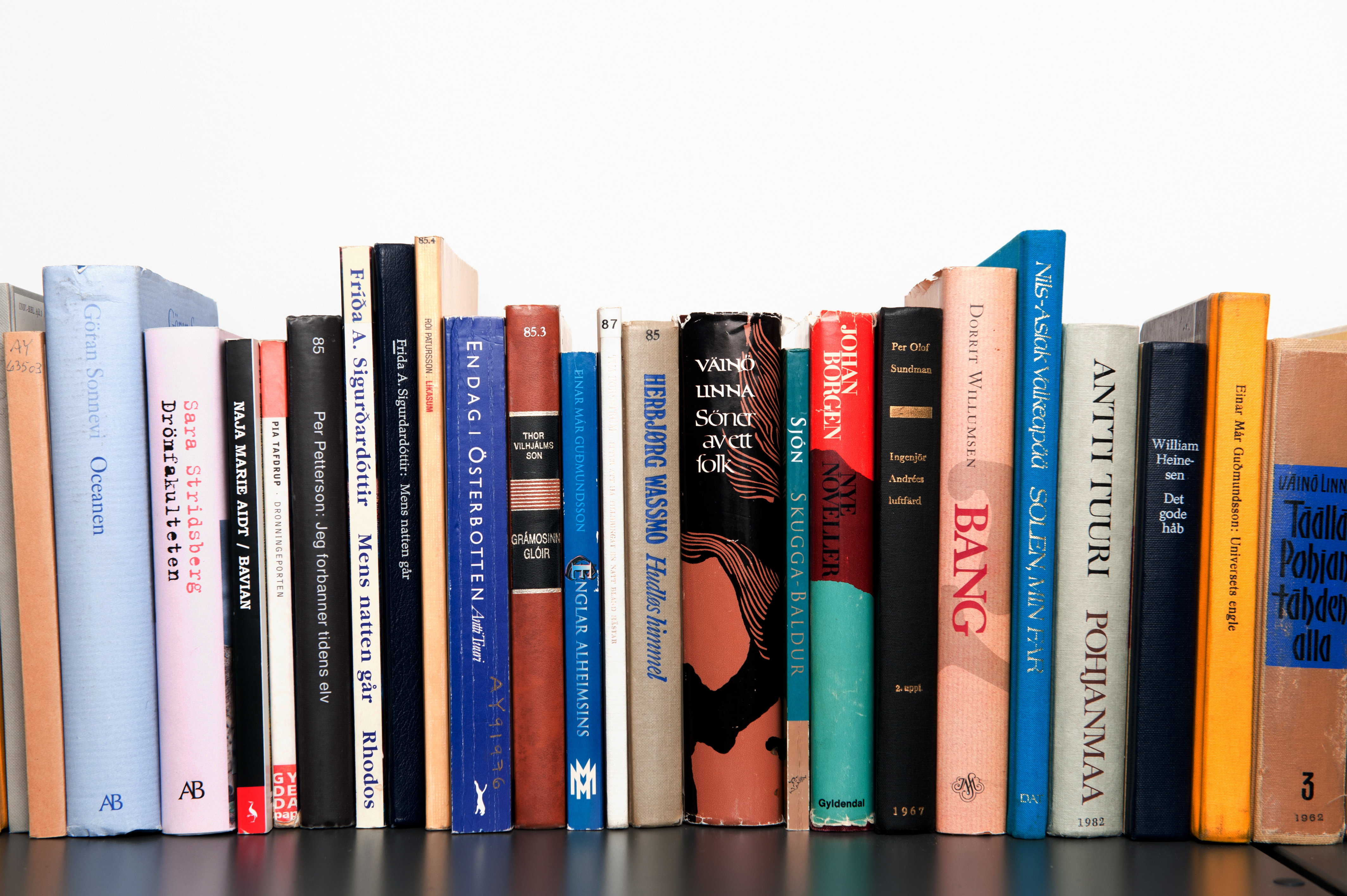
Друковані книги — один з різновидів медіа

### «Холодні» й «гарячі» медіа
Маршалл Маклуен запровадив у 1964 році поділ на «холодні» й «гарячі» медіа залежно від того, чи бере в них людина активну участь і яку різноманітність чуттєвої інформації отримує. «Холодні медіа» потребують зворотного зв'язку між кількома учасниками, залучають зазвичай один канал передачі інформації, котра може змінюватися, створюватися в ході спілкування (усна мова, листування, телефонія). Якщо медіа передбачає дослідження повідомлення, його інтерпретацію, воно теж є «холодним» (наприклад, стилізовані малюнки). «Гарячі» ж односторонньо надають повну інформацію, заздалегідь зафіксованим чином (преса, фотографія) і пов'язану з багатьома чуттями (кіно, телебачення).

### Традиційні медіа
«Традиційні» медіа забезпечували передачу інформації впродовж доіндустріальної епохи та продовжують діяти поряд з «сучасними» медіа. Відмінність «традиційних» медіа від «сучасних» полягає в орієнтованості на порівняно невелику групу адресатів, об'єднаних спільною мовою чи культурою. Традиційним медіа притаманна передача інформації між поколіннями в майже незмінній формі. До них зараховуються фольклорне пісенне та музичне мистецтво, святкові традиції, народне образотворче мистецтво, міфи, епоси, казки, легенди тощо. Щодо засобів фіксації інформації, Гарольд Інніс виділяв часостійкі (камінь, глина) та просторостійкі (папір). Якщо перші можуть довго зберігатися, проте важкі в транспортуванні, то другі навпаки легко транспортуються, проте недовговічні. Стабільність суспільства, на думку Інніса, залежить від балансу між часостійкими та просторостійкими медіа.

### Масмедіа

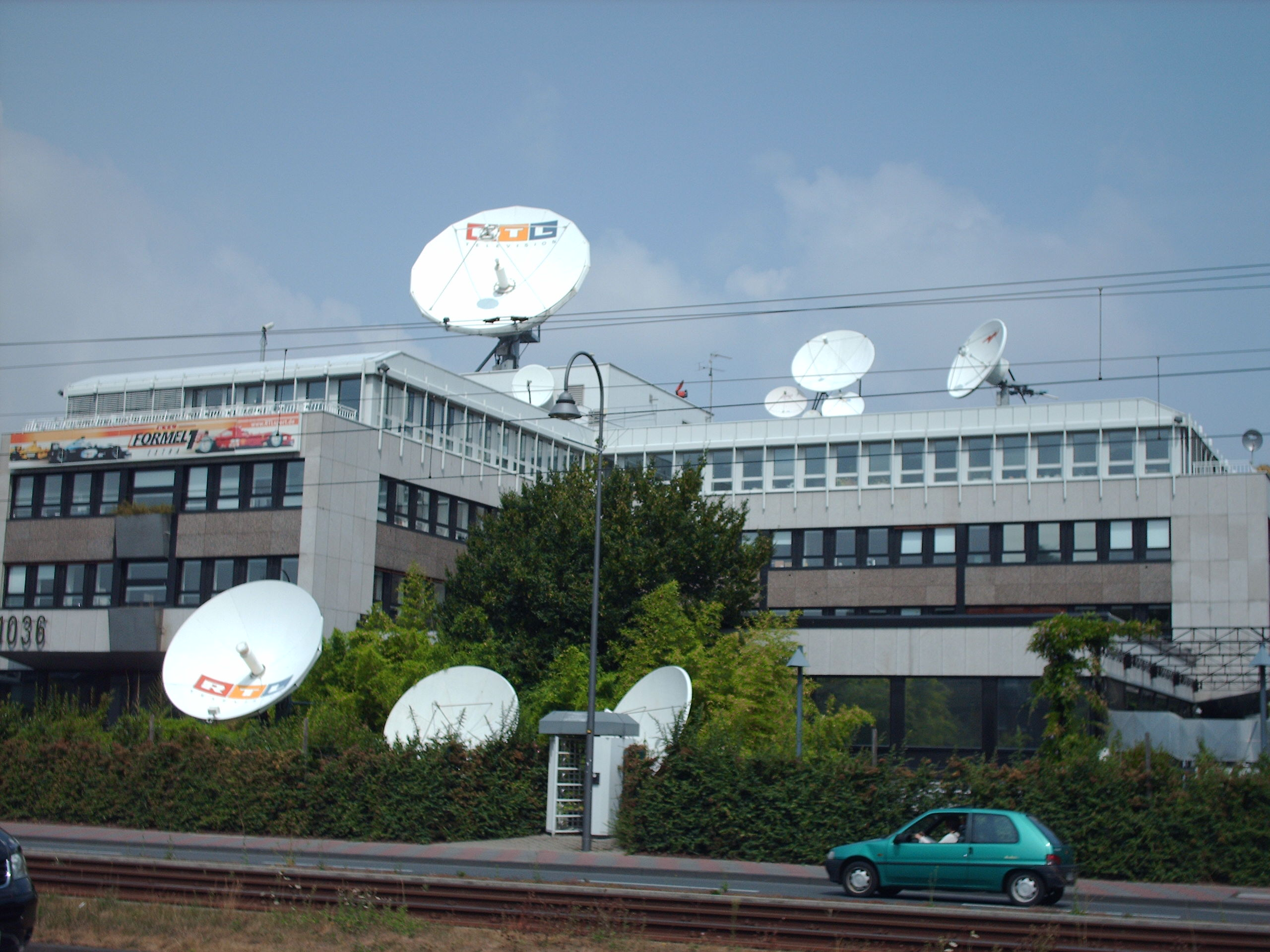
Телевізійна студія

«Сучасні» медіа чи масмедіа — це засоби одночасної передачі інформації великим групам людей, тобто засоби масової інформації. Такі засоби розвинулися в першій половині XX століття та пов'язані з технологіями масового виробництва, електрифікацією, пізніше — електронікою. Втім, їм передували стандартизація та механізація в різних сферах життя, зокрема винахід друкування. Масмедіа притаманні звернення до масової аудиторії, стандартизованість, орієнтованість на пересічного споживача, корпоративний зміст виробництва інформації та її розповсюдження. Це зокрема масова преса (газети, журнали, книги), масові статичні зображення (рекламні щити й листівки), рухомі зображення (кінематограф і телебачення, відеотекст, телетекст, вебсайти, комп'ютерні програми з візуальним інтерфейсом), радіопередачі чи подібні засоби (подкасти), тиражовані знімні носії інформації (касети, компакт-диски).
Часом виділяються такі види масмедіа за типом носія, як друковані (газети, журнали, листівки, буклети, книги, комікси, щоденники), електронні (радіо, телебачення, телефонія), цифрові (інтернет, мобільна телефонія, соцмережі, вебсайти, інтернет телебачення, комп'ютерна анімація, аудіо та відеоконтент, віртуальна реальність). А також вуличні (нерухомі білборди, банери, постери, знаки) та транзитні (розміщувані на транспорті).
«Нові медіа» є пізніми масмедіа, виниклими в 1980-і роки та пізніше, пов'язаними з використанням комп'ютерної техніки та мереж, та нерідко протиставляються «традиційним» масмедіа, так званим «старим медіа». Інтернет-технології Web 2.0 є головним прикладом «нових медіа». Тоді як «традиційні» масмедіа продукують і транслюють інформацію централізовано, а контролювати її може єдина установа чи організація, то «нові медіа» діють за принципом мережі, де існує багато рівнозначних центрів з численними зв'язками. Вміст «нових медіа» значною мірою створюють самі користувачі дописами в соцмережах, блоґах, публікаціями у відеохостингах, створенням інді-ігор. Усунення чи блокування навіть значної кількості центрів і зв'язків не припиняє діяльності мережі загалом. З цієї причини контролювати «нові медіа» складно, вони радше саморегульовані відповідно до власних стандартів.
Попри активне поширення «нових медіа», преса, а саме газети й журнали, залишаються ціннішими з огляду на те, що незмінно фіксують політичну, соціально-економічну, культурну, наукову історію.

### Мультимедіа
Мультимедіа — це медіа, в яких комбінуються різні форми представлення інформації на одному носієві: статичні зображення, рухомі зображення, звук, текст. Додатковим виміром мультимедіа є інтерактивність, коли користувач може впливати на зміст отримуваного повідомлення.
За впливом користувача на їхній зміст мультимедіа поділяються на:
- лінійні, де користувач не змінює зміст повідомлення (наприклад, текст у пресі, фільм, телепередача);
- нелінійні чи гіпермедіа, де повідомлення залежить від дій користувача (вебсайти, відеоігри). 
За системою отримання, виводу і передачі зображення мультимедіа поділяються на аналогові та цифрові.

## Застосування сучасних медіа

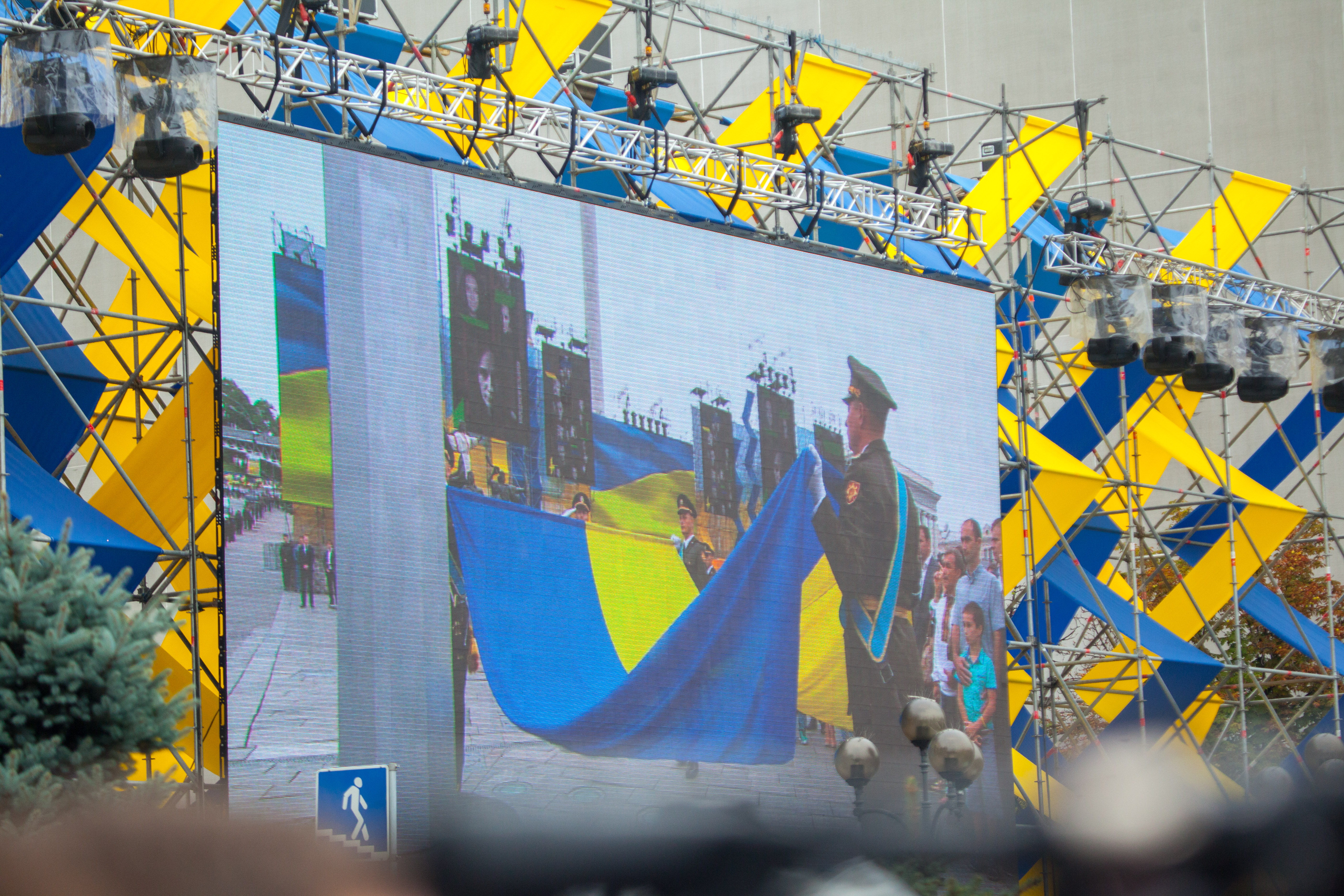
День Незалежності України 2016, висвітлюваний у ЗМІ

Інформування. Надсилання та обмін інформацією є основною функцією засобів масової інформації. Оскільки володіння тією чи іншою інформацією зумовлює відповідну діяльність, засоби масової інформації надають широкій аудиторії достовірні та своєчасні факти, думки щодо різних подій та ситуацій в формі інформаційних матеріалів. Ця інформація може бути власною, об'єктивною, суб'єктивною, первинною та вторинною. Інформативні функції засобів масової інформації дають змогу аудиторії встановити правду про навколишні події. ЗМІ поширюють інформацію здебільшого за допомогою новин, що транслюються по радіо, телебаченню, а також через колонки газет або журналів.
Освіта. Прямо чи опосередковано, медіа забезпечують освіту різних верств населення. Пряма освіта з допомогою медіа — це, наприклад, дистанційні курси. Опосередкована освіта доносить факти, ідеї через документальні фільми, інтерв'ю, художні твори. В країнах, що розвиваються, засоби масової інформації використовуються як ефективні інструменти просвіти.
Розваги. Часто розважальність розглядається як головна чи найвиразніша функція засобів масової інформації. Розваги — це вид діяльності, що приносить задоволення людям, і медіа можуть ефективно забезпечувати таку діяльність. Газети та журнали, радіо, телебачення та інтернет-медіа пропонують тексти, фільми, серіали чи комікси для розваги своєї аудиторії. Значну частку медіарозваг складає висвітлення спорту, новини, огляди, покази мистецтва та моди, що сприяє відпочинку, робить дозвіллям приємнішим та веселішим.
Переконування. Медіа здійснюють вплив на мислення, формуючи вподобання, ставлення до явищ, інших людей, змінює картину світу, задає ту чи іншу діяльність. Важливе спрямування медіа — це реклама товарів, послуг або ідей (політична чи соціальна реклама). Медіа зокрема має вагоме значення для впливу на результати голосувань, використовуючи, коментарі тощо для переконування аудиторії. Маніпуляції в медіа спонукають до несвідомих дій, приховуючи факт маніпуляції.
Спостереження. З допомогою засобів масової інформації можливо точно та безперервно збирати інформацію про природу та суспільство, попереджати небажані явища, зменшувати ризики. ЗМІ можуть виявляти ознаки шкідливих явищ, прогнозувати їх. Наприклад, у прогнозах погоди, бізнес-новинах. Але крім цього ЗМІ інформують зацікавлену владу про неправомірні дії, що відбуваються в суспільстві, на кшталт торгівлі наркотиками, що допомагає перешкоджати їм.
Інтерпретація. ЗМІ надають не лише факти й дані які вони є, а й пояснення, інтерпретації подій та ситуацій в зрозумілій загалу формі. Аналіз новин, коментарі, редакційні статті та колонки — ось деякі приклади інтерпретаційного змісту ЗМІ.
Зв'язок. ЗМІ сприяють об'єднанні різних елементів суспільства, які не пов'язані безпосередньо. Наприклад: просування масової реклами пов'язує потреби споживачів з тими, хто надає товари й послуги. Таким чином, ЗМІ стають сполучною ланкою між різними соціальними групами.
Соціалізація. ЗМІ сприяють засвоєння культури тими, хто тільки вливається до суспільства, наприклад, дітьми чи іммігрантами. Соціалізація — це процес перейняття поведінки, прийнятої в поточній соціальній групі. Соціалізація зближує людей і пов'язує їх в єдину спільноту.